# LaMark Carter
LaMark Carter (* 23. August 1970 in Shreveport, Louisiana) ist ein US-amerikanischer Dreispringer. 
Der 1,80 m große und 75 kg schwere Athlet gewann in den Jahren 1998, 1999 und 2001 jeweils die amerikanische Meisterschaft und war auf internationaler Ebene mit zwei Silber- und drei Bronzemedaillen erfolgreich. 
Seine erste Medaille gewann er 1995 bei der Universiade in Fukuoka, wo ihn ein Sprung über 16,62 m auf Platz drei brachte. Zwei weitere dritte Plätze gelangen ihm bei den Goodwill Games 1998 in Uniondale und 2001 in Brisbane mit Sprüngen von 17,07 m bzw. 16,83 m.  
Sein bestes Jahr war das Jahr 1999. Bei den Hallenweltmeisterschaften 1999 in Maebashi wurde seine Weite von 16,98 m nur von Charles Friedek (Gold mit 17,18 m) übertroffen, und bei den  Panamerikanischen Spielen in Winnipeg, wo alle drei Medaillengewinner auf Weiten über 17 m kamen, musste er sich mit 17,09 m nur dem Kubaner Yoelbi Quesada (Gold mit 17,19 m) geschlagen geben. 
Ohne Medaillenerfolg blieb er bei Freiluft-Weltmeisterschaften. 1995 in Göteborg, 1999 in Sevilla und 2001 in Edmonton kam er auf die Plätze 11, 6 und 7.
Bei den Olympischen Spielen 2000 in Sydney scheiterte er mit 16,47 bereits in der Qualifikation. Vier Jahre später in Athen nahm er nicht teil, nachdem er positiv auf die verbotene Substanz Salbutamol getestet worden war.